# Stazione di Napoli Piazza Amedeo
Napoli Piazza Amedeo è una fermata ferroviaria sotterranea della linea 2 del servizio ferroviario metropolitano di Napoli.

## Storia

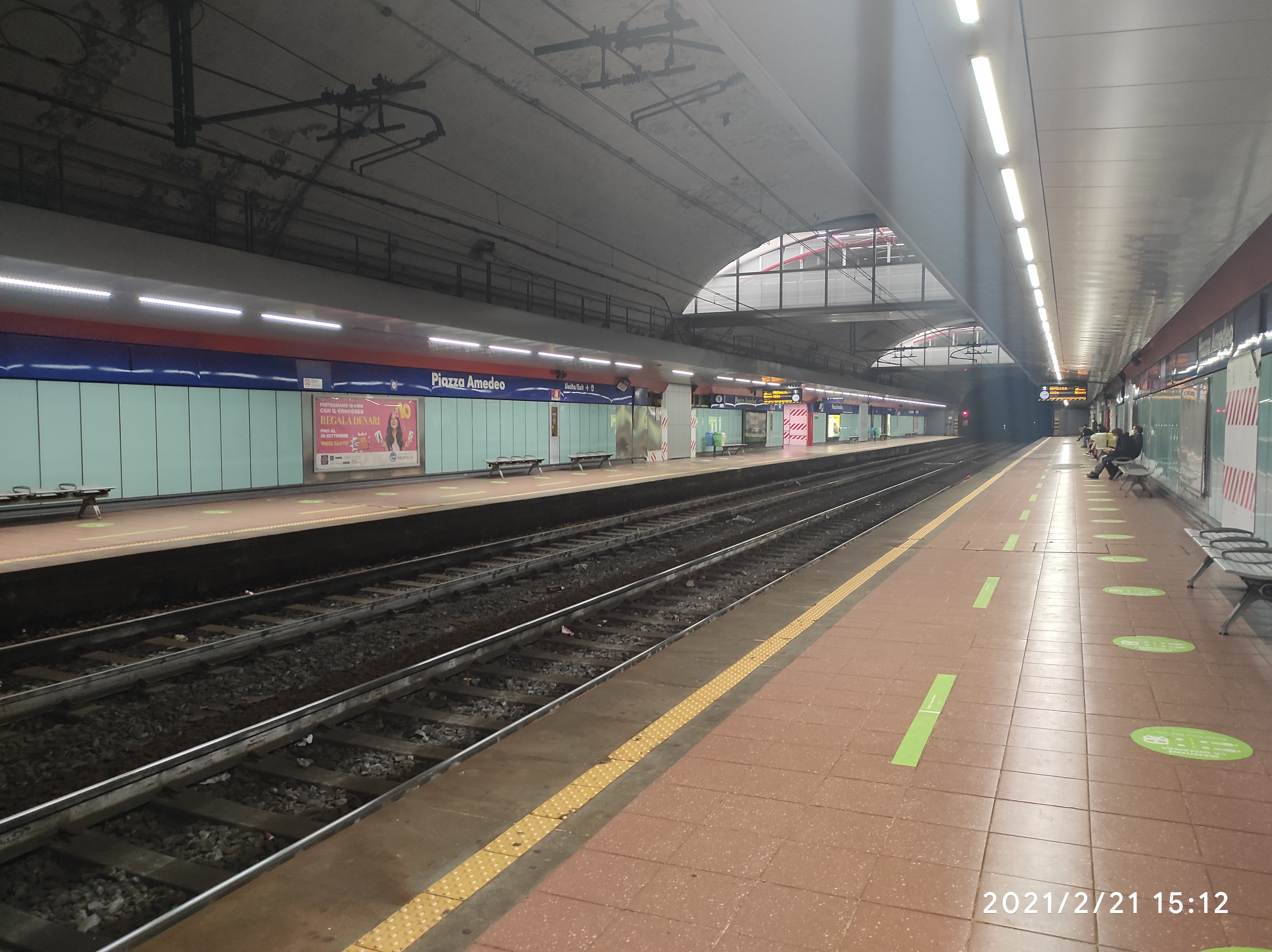
La banchina

La fermata entrò in servizio il 20 settembre 1925, con l'attivazione della tratta ferroviaria da Pozzuoli Solfatara a Napoli (la cosiddetta "metropolitana").

## Strutture e impianti

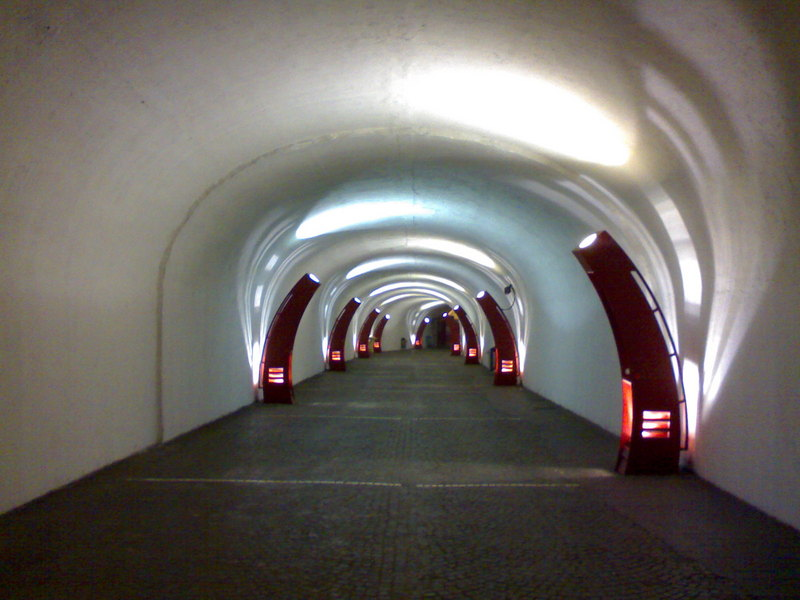
Il tunnel d'accesso alle banchine

Napoli Piazza Amedeo è una fermata con accesso diretto ai binari. La fermata ha un padiglione in calcestruzzo armato dal quale si accede e attraversando una lunga galleria pedonale in lieve pendenza, si arriva alle banchine senza passare da alcun tornello. La stazione è situata nel Rione Amedeo, nel cuore della Napoli benestante, dal quale è possibile raggiungere innumerevoli locali notturni; inoltre è vicina a via dei Mille, a Piazza dei Martiri e a via Calabritto, dove si trovano le boutique delle grandi firme. La stazione è anche ben collegata con il Vomero tramite la Funicolare di Chiaia, che dista a poche decine di metri.

## Movimento
Nella stazione effettuano fermata i treni della linea 2 e i treni metropolitani sulle relazioni Napoli Campi Flegrei-Salerno, Napoli Campi Flegrei-Caserta e Napoli Campi Flegrei-Castellammare di Stabia.

## Servizi
La fermata dispone di:
- Fermata autobus di passaggio
- Sovrappassaggio
- Bar

## Interscambi
Nei pressi della stazione è situato il terminal di valle Parco Margherita della Funicolare di Chiaia.